# European Masters
European Masters — профессиональный рейтинговый снукерный турнир, проводящийся с 2016 года в Румынии.
Следующие три года турнир будет проводиться под эгидой компании McCann/Thiess (McCann Worldgroup Romania & Thiess Holding).
Призовой фонд турнира (2016 год) — £262 565:
- победитель — £56 250,
- финалист — £26 250,
- полуфиналисты	— £13 125.

## Победители
| Место проведения | Сезон   | Победитель       | Финалист         | Счёт | Приз победителю |
| ---------------- | ------- | ---------------- | ---------------- | ---- | --------------- |
| Бухарест         | 2016/17 | Джадд Трамп      | Ронни О’Салливан | 9:8  | £ 56 250        |
| Ломмел           | 2017/18 | Джадд Трамп      | Стюарт Бинэм     | 9:7  |                 |
| Ломмел           | 2018/19 | Джимми Робертсон | Джо Пэрри        | 9:6  |                 |

В сезоне 2016/17 в квалификационном раунде Шон Мёрфи в матче с Алланом Тэйлором достиг своего пятого максимального брейка.